# Černá smrt

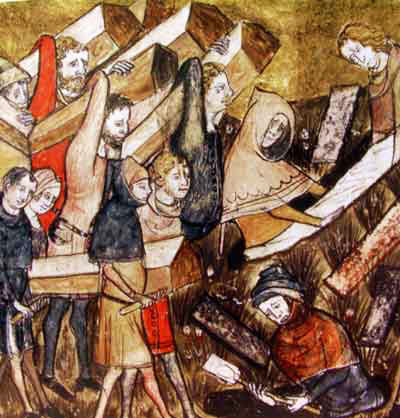
Obyvatelé Tournai pochovávají oběti moru; detail miniatury z Letopisů Gillese Li Muisise (1272–1352)

Černá smrt nebo „první morová rána“ je název pro epidemii moru, která v polovině 14. století postihla Eurasii. Smrtelná nemoc byla způsobena bakterií Yersinia pestis, která je známa i dnes.

## Původ
Nemoc má původ ve střední Asii, (přesné místo není známo), kde čas od času propukaly epidemie jak mezi místními kočovníky, tak v dalších civilizacích. V červnu 2022 tým vědců z univerzit v německém Tübingenu, skotském Stirlingu a z Institutu Maxe Plancka v Lipsku uvádějí jako pravděpodobné místo původu černé smrti část Kyrgyzstánu, Kazachstánu a Sin-tiangu na severozápadě Číny v okolí pohoří Třic-Šan. Vědci analyzovali DNA ze sedmi koster, pohřbených v letech 1338 a 1339 u jezera Issyk-Kul na území dnešního Kyrgyzstánu. Na třech kostrách vědci zjistili pozůstatky genetického materiálu bakterie Yersinia pestis, která mor způsobuje. Další analýza ukázala, že pohřbení lidé byli infikováni předkem moru, který později usmrtil v Evropě 25 milionů lidí, tzn. více než třetinu tehdejší populace.
 Důvod jejího rozšíření za hranice střední Asie není zcela jasný, zdá se, že souvisí s výboji Mongolů a pohyby jejich vojsk na velké vzdálenosti. Také středověká Hedvábná stezka vedoucí ze západní Číny přes Kyrgyzstán a Kazachstán do Evropy mohla za rozšíření moru. Jeho šíření v Asii i Evropě ale mohlo být způsobeno několika příčinami.
Dlouhé (1205–1353) období podmaňování Číny Mongoly přivedlo dříve silné čínské zemědělství na mizinu a následně zastavilo obchodní výměnu. To společně vedlo k opakovaným obdobím hladu, která navíc zesilovalo zhoršené podnebí na konci 13. století („malá doba ledová“). Rovněž Evropa procházela na počátku 14. století obdobím hospodářské krize, v některých oblastech (severní Evropa, Vlámsko) končícím až hladomorem. Tyto události a nemoci oslabily zdraví značného počtu lidí v rozsáhlých oblastech a usnadnily šíření nakažlivých nemocí.
První zprávy o vypuknutí moru pocházejí z Číny z počátku roku 1330, jako první zasáhl provincii Chu-pej ve střední Číně, odkud se rozšířil do jižních i severních provincií. Odtud se vojenskými přesuny a cestami kupců po karavanních stezkách šířil mor dále na západ. Ze západních asijských stepí se rozšířil jednak do Mezopotámie, Sýrie, na Arabský poloostrov a do severní Afriky, jednak do Evropy.

## Šíření moru po Evropě

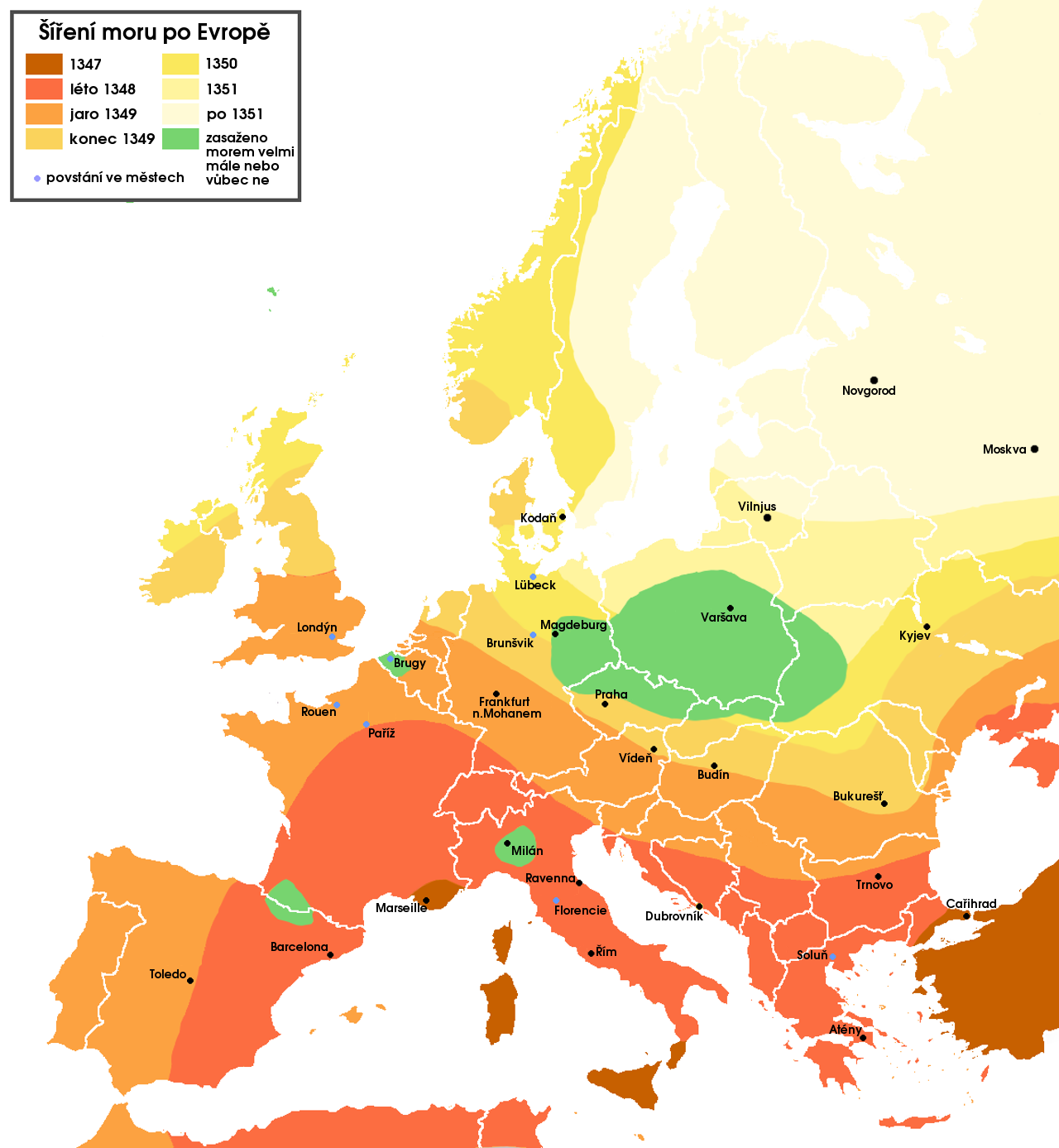
Mapa šíření první morové epidemie po Evropě

V roce 1347 byl mor (zvaný též černá smrt) poprvé zaznamenán v Konstantinopoli a Trapezuntu, tedy ve městech, která měla čilý obchodní styk s asijským východem. Toho roku mor zasáhl také vojsko krymských Tatarů (podporovaných Benátčany), kteří obléhali janovský přístav Kaffa na krymském pobřeží. Obléhající tehdy katapultem vrhali mrtvoly svých nakažených spolubojovníků za městské hradby. K následnému šíření moru do Evropy došlo loděmi s prchajícími kaffskými Janovany. Na konci září téhož roku přistála v sicilské Messině janovská obchodní flotila s nakaženými. Již během plavby mnoho námořníků na nemoc zemřelo a je pravděpodobné, že kromě toho lodě převážely i nakažené hlodavce, blechy a vši. K nakažení pak mohlo dojít nejen prostým stykem Messiňanů s janovskými námořníky a se zvířecími přenašeči, ale Messiňané údajně také rabovali opuštěné lodi, jejichž posádka zemřela. Do konce roku se tak mor dostal i do dalších oblastí směrem k Janovu, zejména na ostrovy západně od Itálie a na ligurské a provensálské pobřeží. 
V samotném Janově a taktéž v Benátkách se mor poprvé objevil rovněž v roce 1347. Později bylo centry námořního obchodu přijato opatření, že lodě s nákladem musely 40 dní čekat na moři, než směli kupci vstoupit do města, toto opatření však bylo hojně porušováno pašeráky. Z italského výrazu quarante (čtyřicet) tak vzniklo slovo karanténa. Z Itálie se šířil během roku 1348 a 1349 do jižní Francie a z ní na Pyrenejský poloostrov, na sever Francie a na Britské ostrovy, také na sever od Alp do jižního Německa a středního Podunají. Na Balkán se souběžně šířila nákaza z Řecka. Koncem roku 1349 již byla morem nakažena polovina Evropy. Do roku 1352 se dostala nákaza i do severovýchodní Evropy, do východních částí Skandinávie a skončila ve východní Evropě. Jen nemnohé oblasti kontinentu zůstaly moru ušetřeny, zejména díky řídkému osídlení nebo odlehlosti od obchodních cest. Některá místa (Milán, Bruggy) se ubránila masovému rozšíření nákazy pomocí drastických opatření.
České země první vlna, zvaná černá smrt, zasáhla jen okrajově z jihozápadu. Podle soudobého kronikáře Františka Pražského první vlnu moru vytlačilo z Čech „čerstvé a chladné povětří“. Po první vlně morové epidemie byl v Čechách nějakou dobu klid, pravděpodobně díky suchým rokům. Ale již v roce 1356 se začala z nevelkého ohniska v Hesensku šířit nová pandemie do celé Evropy. Její kulminace v letech 1357–1360 a 1363–1366 zasáhla téměř celý známý svět. Tato druhá vlna moru se však již Čechám nevyhnula. V českých zemích ji máme bezpečně doloženou v letech 1357–1363.
Tato morová vlna, která prošla celou Evropu, nebyla rozhodně vlnou poslední. V následujícím století se vracela ve zhruba dvacetiletých intervalech, nikdy už ale nezasáhla celou Evropu. Po 15. století se útoky moru na Evropu zpomalily, mezi větší epidemie z té doby patří např. Velký londýnský mor v letech 1665 až 1666, mor v Itálii 1629–1631 nebo vídeňský v roce 1679. V letech 1720 až 1721 se mor v Evropě objevil naposledy.

## Důsledky morové epidemie

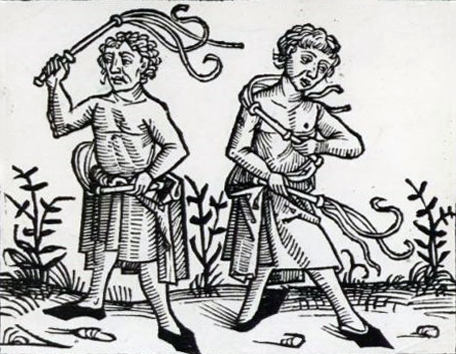
Sebemrskačství (flagelantství) mělo usmířit Boha jako domnělého původce moru; Hartmann Schedel: Norimberská kronika, 1493 (dřevořez, Michael Wolgemut)

První, celoevropská epidemie moru měla na svědomí 25 miliónů mrtvých, tedy asi 1/3 obyvatel tehdejší Evropy.[zdroj?] Nebezpečí infekce existovalo všude tam, kde lidé přicházeli vzájemně do styku, což ulehčovalo situaci venkovu, kde byla jednotlivá osídlení často velmi daleko od sebe. Navzdory tomu a v protikladu k běžně zažitým představám žilo 85 % (cca 17,4 milionů) obětí epidemie na venkově. Některé státy byly zasaženy více, jiné téměř ne.
Vládci evropských států nebyli schopni učinit žádné preventivní opatření, protože nikdo nevěděl, co mor způsobuje a jak se šíří. Všichni byli vyděšeni a pokládali mor za předzvěst apokalypsy a Boží trest. Hospodářské následky se nicméně pokoušeli alespoň zmírnit, avšak nijak efektivně. Smrt velkého počtu lidí vedla k úbytku pracovní síly a následně poklesu zásobování potravinami. Často se proto objevovaly zákazy vývozu potravin, nařízení potírající podvody prodejců a černý trh a regulace cen. Úbytek rolníků vedl k větší poptávce po nich, což jim přineslo hospodářský užitek i jisté zlepšení společenského postavení. Někdy bylo z nutnosti třeba zavádět inovace, které se stávaly zárodky kapitalismu.
Ve východní Evropě vypadala situace jinak, kvůli řidšímu osídlení nebyl úbytek pracovní síly příliš velký a mor tedy okamžitě nevedl k velkým společenským změnám a rozporům. V zásadě ovšem morová epidemie zasáhla Evropu v době ekonomické stagnace a sama ji ještě prohloubila, čímž urychlila společenské změny ve 14. a 15. století.

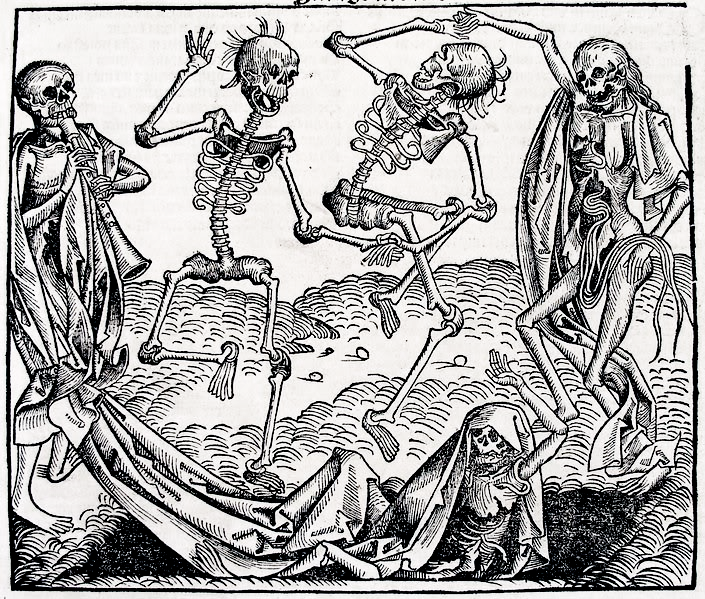
Septima etas mudi. Imago mortis, tanec smrti v podání Michaela Wolgemuta – jedna z četných reakcí na šířící se smrt; Hartmann Schedel: Norimberská kronika, 1493 (dřevořez)

Morová rána zanechala stopy také v mysli lidí a v jejich srdcích. Rozsáhlé umírání vedlo k šíření pesimistických nálad, lidé se začali více zabývat smrtí. Byla rovněž podlomena víra ve schopnosti lékařů, kteří nedokázali mor léčit ani zabránit jeho šíření. Jako lék na černou smrt se objevil líh, což vedlo ke zvýšení spotřeby destilovaného alkoholu v následujících stoletích. Rovněž kněží nebyli schopni odpovědět na mor podle požadavků lidí, což vedlo k částečnému odklonu i od církve (nehledě na to, že církev měla pošramocenou pověst již tím, že papež sídlil v té době v Avignonu a podle mínění mnohých byl pouhou loutkou francouzských králů).
Pocit odcizení vůči církvi ve spojení se zvýšenou morbiditou vedly k velkému rozšíření flagelantství, snaze usmířit rozhněvaného Boha pomocí sebemrskačství, trestáním sebe samých za hříchy, které měly být důvodem morové epidemie. Rovněž kláštery, jakožto jedna z mála míst pokusů o léčbu, se stávaly oběťmi moru. Zemřelé mnichy a řeholnice museli vzápětí nahradit nově příchozí, kteří však mnohdy nedosahovali potřebných morálních kvalit a vzdělání a svým chováním v následujících obdobích zvětšovali nedůvěru lidu vůči církvi.
Jak bylo obvyklé v období nejistoty, mor roznítil náboženskou horlivost a také náboženský fanatismus. Všichni hledali původ moru a mnozí ho nalezli v menšinách. Týkalo se to malomocných, kteří byli opatřováni viditelnými znameními, odsouváni na okraj společnosti, někde dokonce vybíjeni. Za malomocného byl označen i ten, kdo měl trudovitost nebo lupénku. Jakékoli poškození kůže bylo bráno jako vnější příznak nečisté duše. Největším viníkem se ovšem v očích morem sužovaných lidí stali Židé. Židé se stávali snadným terčem nenávisti, protože vyznávali jiné náboženství, jehož zvyky málokdo znal, často se živili jinou činností než jejich křesťanské okolí (z nábožensko-společenských důvodů byli vytlačováni z hospodářské oblasti výroby, aby nemohli konkurovat svým křesťanským spoluobčanům; trpěna jim zůstala pouze oblast půjčování peněz a provádění různých finančních převodů, což bylo církví i šlechtou považováno za – pro křesťany – nedůstojnou, neetickou činnost), v mnoha částech Evropy na ně doléhala různá omezení, kvůli nimž museli například žít v oddělených a uzavřených prostorách. Podezření budilo i to, že během moru zemřelo méně Židů než křesťanů (což ovšem bylo dáno jednak lepšími, nábožensky motivovanými hygienickými návyky, jednak izolací židovských ghett). Někteří lidé v Evropě uvěřili, že Židé způsobili roznesení moru otravováním studen, v Savojsku na mučidlech vynutili od několika jedinců přiznání ke světovému židovskému spiknutí. Většina židovských osídlení pocítila hněv křesťanů, pro rok 1351 se počítá s 350 ozbrojenými útoky na Židy a 210 zcela zničenými židovskými sídly. Toto řádění se téměř nikdo nesnažil zastavit, mnozí vládci se naopak na něm snažili vydělat, jako basilejská městská rada, která dala na jednom rýnském ostrově dokonce postavit dřevěné domy k upalování Židů.
Protižidovské pogromy postupně vedly k tomu, že se Židé hromadně přesídlili na východ (Polsko, Ukrajina, Rusko), kde vytvořili největší evropské židovské osídlení trvající až do 20. století. Židé se tak spolu s malomocnými stali hlavním obětním beránkem morové pohromy.

## Dobové svědectví

Útok černé smrti v době 1347–1353; České země za vlády Karla IV. byly relativně málo dotčené

Jedno z nejživějších svědectví následků moru nám zanechal Ital Agnolo di Tura, autor Sienské kroniky zaznamenávající události z let 1300–1351. Řádění moru ve městě Sieně v roce 1348 popisuje takto:
Umírání začalo v Sieně v květnu. Bylo to ukrutné a strašné; a nevím, kde mám začít vyprávět o ukrutnosti a způsobech nemilosrdnosti. Téměř každému se zdálo, že musí oněmět při pohledu na tu bolest. A lidskému jazyku je nemožné vylíčit tu strašnou věc. Vskutku každý, kdo nespatří tu hrůzu, smí být zván blažený. A oběti umíraly téměř ihned. Otékaly pod pažemi a ve slabinách a padaly k zemi mrtvy během řeči. Otec opouštěl dítě, žena muže, jeden bratr druhého; neboť tato nemoc, zdálo se, zachvacovala dechem a pohledem. A tak umírali.

A nedal se nalézt nikdo, kdo by zakopal mrtvého za peníze nebo kvůli přátelství. Členové domácnosti nosili své mrtvé do příkopu jak jen mohli, bez kněze, bez bohoslužby. Ani zvony za mrtvé nezněly. Na mnoha místech v Sieně se vykopávaly velké jámy a plnily množstvím mrtvých. A umírali po stovkách ve dne v noci a všichni byli vhazováni do těch jam a zahazováni hlínou. A jakmile se tyto jámy naplnily, vykopávaly se další. A já, Agnolo z Tury, zvaný Tlustý, jsem vlastníma rukama zakopal svých pět dětí. A někteří byli jen tak málo pokryti hlínou, že je psi vytahovali ven a po městě požírali těla. Nebyl nikdo, kdo by plakal pro něčí smrt, pro všechny ty očekávané mrtvé. A tak mnoho lidí umíralo, že všichni věřili, že je to konec světa. A žádný lék či jiná ochrana nebyly k ničemu. A páni vybrali tři občany, kteří od sienské obce obdrželi sto zlatých florénů, které měli dát na ubohé nemocné a na zakopání mrtvých. A všechno to bylo tak strašné, že já, pisatel, na to nemohu pomyslet a proto nebudu pokračovat. Takové poměry panovaly do září a zabralo by příliš mnoho místa se o tom rozepisovat. A shledalo se, že v ten čas zemřelo v Sieně 36 000 dvacetiletých nebo mladších, a umírali staří a ostatní, celkem 52 000 v celé Sieně. A na předměstí Sieny zemřelo 28 000 lidí; takže celkem se shledalo ve městě a předměstích 80 000 mrtvých. Tedy toho času má Siena se svými předměstími přes 30 000 lidí a v Sieně samé zůstalo méně než 10 000 lidí.

A ti, kteří přežili, byli jakoby zmatení a bez citů. A mnohé hradby a další věci byly opuštěny a všechny stříbrné, zlaté a měděné doly, které se nacházely na sienském území, byly opuštěny, jak se spatřuje; neboť na venkově… zemřelo mnohem víc lidí, mnoho pozemků a vsí bylo opuštěno a nikdo tam nezůstal. Nebudu psát o ukrutnosti, která byla na venkově, o vlcích a divokých zvířatech, která žrala ne zcela spálená těla, a o dalších krutostech, které by byly příliš bolestné pro ty, kteří o nich čtou… Město Siena se zdálo skoro neobydlené, neboť se téměř nikdo ve městě nenalézal. A potom, když se mor zmírnil, se všichni přeživší oddali radostem: mniši, kněží, jeptišky, laici, všichni se radovali a nikdo si nedělal starosti s výdaji a hrami. A každý se považoval za bohatého, protože unikl a znovu získal svět a nikdo nevěděl, jak se přimět k nicnedělání… V tom čase v Sieně velký a vznešený plán zvětšení sienské katedrály, který byl započat před několika roky, byl zrušen…

## Léčba nemoci v současnosti
Dnes je nemoc léčitelná. Při včasném zahájení léčby (přibližně 30 hodin od nakažení) nemoc ustupuje. K léčbě se používají širokospektrá antibiotika: streptomycin, tetracyklin a chloramfenikol. Existují i vakcíny, avšak z důvodu takřka nulového výskytu moru (s výjimkou některých zemí třetího světa) a kvůli slabé imunitě populace se proti této nemoci neočkuje.